# Dárvin Chávez
Dárvin Francisco Chávez Ramírez (ur. 21 listopada 1989 w Zapopan) – meksykański piłkarz występujący na pozycji lewego obrońcy, reprezentant Meksyku.
Jego ojciec Francisco Chávez również był piłkarzem.

## Kariera klubowa
Chávez pochodzi z miejscowości Zapopan w aglomeracji Guadalajary. Jest wychowankiem akademii juniorskiej lokalnego zespołu Club Atlas, do którego pierwszej drużyny został włączony jako osiemnastolatek przez szkoleniowca Darío Franco, po występach w drugoligowych rezerwach – Académicos. W meksykańskiej Primera División zadebiutował 11 października 2008 w zremisowanym 0:0 spotkaniu z Monterrey, od razu zostając podstawowym defensorem ekipy i wyróżniającym się młodym zawodnikiem w lidze. Ogółem barwy Atlasu reprezentował przez trzy lata, jednak nie zdołał osiągnąć żadnych sukcesów zarówno na arenie krajowej, jak i międzynarodowej. W lipcu 2011 za sumę trzech milionów dolarów przeszedł do klubu CF Monterrey, gdzie z miejsca został kluczowym graczem drużyny prowadzonej przez Víctora Manuela Vuceticha. W tym samym roku wziął z nią udział w Klubowych Mistrzostwach Świata, podczas których zajął ze swoją drużyną piąte miejsce. Premierowego gola w najwyższej klasie rozgrywkowej strzelił 10 marca 2012 w wygranej 4:1 konfrontacji z Querétaro i w tym samym, wiosennym sezonie Clausura 2012 zdobył z Monterrey tytuł wicemistrza Meksyku.
W 2012 roku Chávez triumfował także z Monterrey w najbardziej prestiżowych rozgrywkach północnoamerykańskiego kontynentu – Lidze Mistrzów CONCACAF, zaś kilka miesięcy później ponownie wystąpił na Klubowych Mistrzostwach Świata. Tym razem jego ekipa spisała się lepiej niż poprzednio, zajmując trzecią lokatę, a on sam zdobył samobójczego gola w przegranym półfinale z Chelsea (1:3). W 2013 roku drugi raz z rzędu wygrał północnoamerykańską Ligę Mistrzów, a także po raz trzeci wziął udział w Klubowych Mistrzostwach Świata, ponownie plasując się na piątym miejscu. W lutym 2014 doznał poważnej kontuzji kolana podczas treningu, w wyniku której musiał pauzować przez niemal dziesięć miesięcy, a po powrocie do zdrowia nie potrafił nawiązać do dawnej formy i na stałe stracił miejsce w wyjściowym składzie.
Latem 2015 Chávez został wypożyczony do niżej notowanej ekipy Tiburones Rojos de Veracruz, gdzie jednak już w sierpniu 2015 zerwał więzadło krzyżowe w kolanie, co poskutkowało ośmiomiesięczną przerwą w grze. W sezonie Clausura 2016 wywalczył z Veracruz puchar Meksyku – Copa MX, notując jednak sporadyczne występy.
| Sezon     | Klub                        | Kraj   | Rozgrywki  | Mecze | Bramki |
| --------- | --------------------------- | ------ | ---------- | ----- | ------ |
| 2007/2008 | Académicos de Tonalá        | Meksyk | Ascenso MX | 15    | 0      |
| 2008/2009 | Académicos de Guadalajara   | Meksyk | Ascenso MX | 9     | 0      |
| 2008/2009 | Club Atlas                  | Meksyk | Liga MX    | 20    | 0      |
| 2009/2010 | Club Atlas                  | Meksyk | Liga MX    | 20    | 0      |
| 2010/2011 | Club Atlas                  | Meksyk | Liga MX    | 21    | 0      |
| 2011/2012 | CF Monterrey                | Meksyk | Liga MX    | 29    | 1      |
| 2012/2013 | CF Monterrey                | Meksyk | Liga MX    | 31    | 0      |
| 2013/2014 | CF Monterrey                | Meksyk | Liga MX    | 16    | 0      |
| 2014/2015 | CF Monterrey                | Meksyk | Liga MX    | 3     | 0      |
| 2015/2016 | Tiburones Rojos de Veracruz | Meksyk | Liga MX    |       |        |

## Kariera reprezentacyjna
W październiku 2011 Chávez został powołany przez Luisa Fernando Tenę do reprezentacji Meksyku U-23 na Igrzyskach Panamerykańskie w Guadalajarze. Tam pełnił rolę podstawowego zawodnika swojej drużyny, rozgrywając cztery z pięciu możliwych spotkań (wszystkie w pierwszym składzie), zaś jego kadra, pełniąca wówczas rolę gospodarzy, zdobyła ostatecznie złoty medal na męskim turnieju piłkarskim, pokonując w finale Argentynę (1:0). W marcu 2012 znalazł się w składzie na północnoamerykański turniej eliminacyjny do Igrzysk Olimpijskich w Londynie, podczas którego wystąpił we wszystkich pięciu meczach (w czterech w wyjściowej jedenastce). Jego zespół triumfował natomiast w kwalifikacjach, pokonując w finale po dogrywce Honduras (2:1). Dwa miesiące później wziął udział w prestiżowym towarzyskim Turnieju w Tulonie, gdzie rozegrał cztery z pięciu możliwych spotkań (wszystkie w pierwszej jedenastce), a jego ekipa wygrała te rozgrywki po finałowym zwycięstwie z Turcją (3:0). W lipcu został powołany przez Tenę na Igrzyska Olimpijskie w Londynie; tam również był jednym z kluczowych zawodników drużyny, mając niepodważalną pozycję na lewej stronie defensywy i rozegrał wszystkie możliwe sześć spotkań w pełnym wymiarze czasowym. Meksykanie zdobyli wówczas jedyny złoty medal dla swojego kraju na tej olimpiadzie po pokonaniu w finale Brazylii (2:1).
W 2011 roku Chávez znalazł się w ogłoszonym przez Luisa Fernando Tenę składzie rezerwowej reprezentacji Meksyku, złożonej głównie z graczy z rocznika '89, która pod szyldem dorosłej kadry wzięła udział w Copa América. Właśnie podczas tych rozgrywek zadebiutował w seniorskiej kadrze, 4 lipca 2011 w przegranym 1:2 spotkaniu fazy grupowej z Chile. Ogółem na argentyńskich boiskach miał pewne miejsce w wyjściowym składzie, rozgrywając wszystkie trzy spotkania od pierwszej minuty, natomiast jego drużyna odpadła z turnieju już w fazie grupowej, notując komplet porażek. Dwa lata później został powołany przez selekcjonera José Manuela de la Torre na Złoty Puchar CONCACAF, gdzie jednak nie wystąpił w żadnym meczu, a ponadto w trakcie rozgrywek doznał kontuzji – wskutek tego po fazie grupowej opuścił zespół i został zastąpiony przez José Maríę Cárdenasa. Meksykanie – występujący wówczas w składzie złożonym wyłącznie z graczy na co dzień grających w rodzimej lidze – odpadli natomiast ze Złotego Pucharu w półfinale, ulegając Panamie (1:2).